# 索尼SLT机型

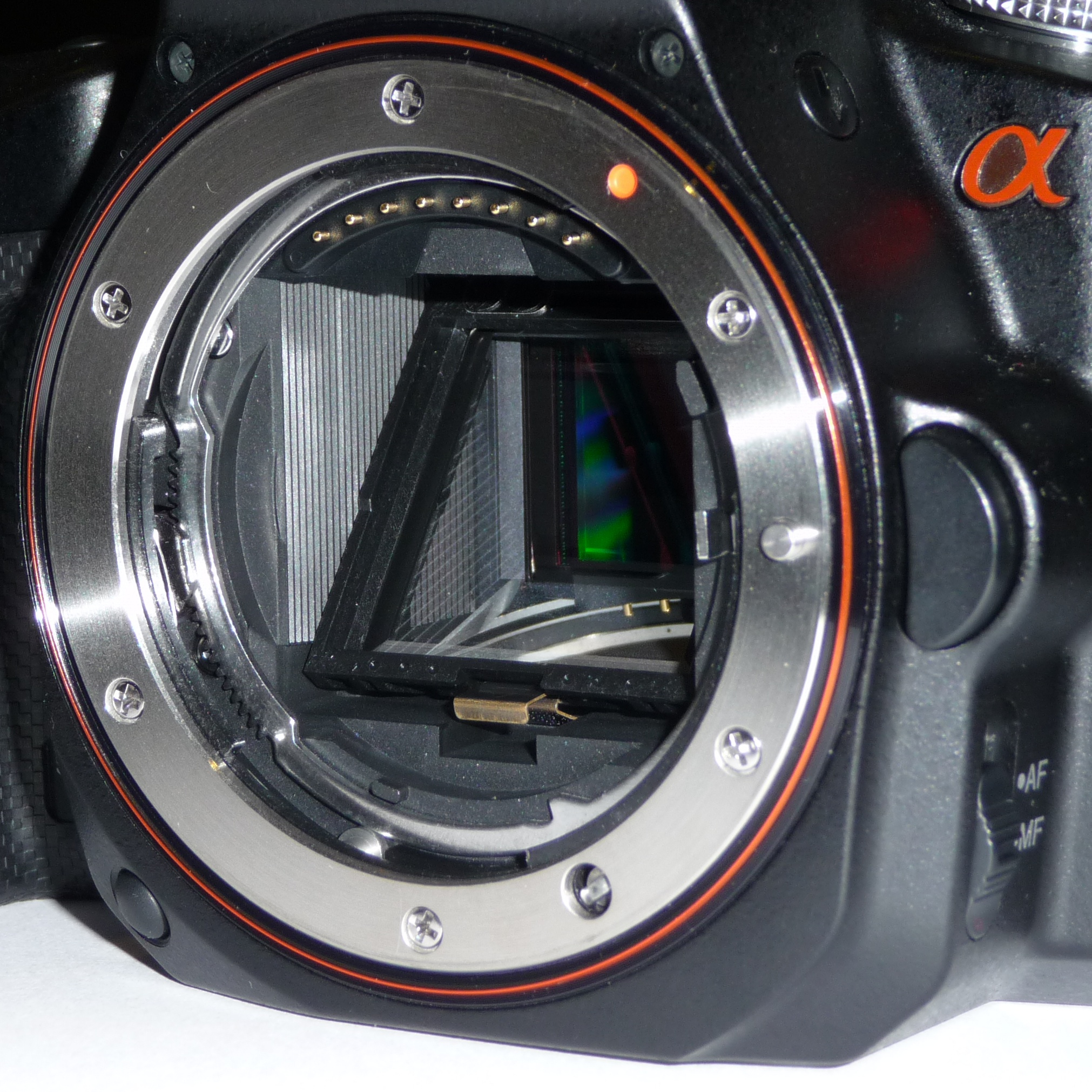
Sony的SLT相机使用一块半透镜替代了传统的反光板，光线被分给CMOS和垂直于相機內部的相位对焦模块，使SLT相機可以全时自动对焦

半透明反光鏡（英語：Single-Lens Translucent，簡稱：SLT）單眼相機，是一种使用了半透镜技术（Translucent Mirror Technology）的照相机，目前为相机制造商索尼專用。
相比较传统单反相机，因为使用了半透镜，使得取景及相位检测和拍摄可以同时进行，且反光板不須動作，可以达到更好性能，例如连拍速度。同时可以在视频拍摄时候可以自动对焦，同時減少了移焦的可能性。缺点是存在部分通光量损失，且无法使用原始光学取景器（OVF），对于一些传统用家有一定影响，但随着EVF技术的进步，显示效果也在提升。
随着技术的提升，部分传感器上也集成了相位对焦模块，例如Nikon 1，富士 X100s以及索尼自己的NEX-5R，SLT相机的固有优势受到挑战。

## 概述
SLT技术核心是其使用的一块固定式的半透明反光镜。
传统单反相机使用反光板来改变光路，使得取景的相可以通过五棱镜呈现在光学取景器OVF中，在拍摄时首先抬起反光板，使得光路还原回直射胶片的位置，快门帘幕动作胶片曝光，完成后快门帘幕复位，放下反光板。SLT中的反光板是半透明式的，可以同时存在反射与透射光线，反射的光线到达了相机上部的相位对焦模块进行利用，完成原先副反光板下对焦模块的作用，透射的光线到达主感光元件，图像信号可以接驳到电子取景器EVF或者背部的主LCD上进行取景；拍摄时，反光板不动作，取景切断，伴随快门帘幕动作进行成像，之后恢复取景。
- 优点

从原理上说，因为不需要反光板动作，所以降低了机震，有利于成像质量提升了；同时减少了反光板动作时间，降低了时滞，可以较容易达到高速连拍 —— 2010年推出的SLT机种α55可以达到每秒10张连拍，持平了同时代的佳能 EOS-1D Mark IV达到的连拍水准。而且Sony的SLT使用连拍时可以同时自动对焦（1D不可），使得拍摄成功率大大提高。
同时，由于无需反光板动作，也就使得机身的制造可以更加趋向紧凑轻便，也減少了反光鏡機械老化後的移焦問題。
- 缺点与争议

半透镜因为需要反射部分光线用于对焦，也就使得取景与成像用的光线有所损失（约1/3EV）——在20世纪末，相机制造商佳能和尼康都有推出自己的，使用了半透镜的产品（甚至在数码时代，奥林巴斯在E10/E20P上使用分光镜实现类似的功能）進光量會略受影響，但此影響細微（页面存档备份，存于） [1]。

### 中文名称争议
SLT 这种具备固定式半透明反光板的数码相机类型被索尼官方称作“单电”，同时索尼自己旗下的NEX被称作“微单”。而之前推出了无反光镜数码机型M43的奥林巴斯，松下也曾经把自己的EVIL称作“单电”，从而也就有着市场上名称的混乱。
在爱好者中，也有使用“单透”（单镜头取景半透明固定反光板相机）或半透（取半透镜部件名称来指代）名称来称呼SLT机型的习惯。

## SLT单电照相机列表
| 型号       | 像素（百万） | 传感器尺寸 | 屏幕                           | 内置闪光灯 | 发布年份 |
| ---------- | ------------ | ---------- | ------------------------------ | ---------- | -------- |
| 索尼α33    | 14mp         | APS-C      | 3英寸 可翻转折叠               | 是         | 2010-08  |
| 索尼α35    | 16mp         | APS-C      | 3" 固定                        | 是         |          |
| 索尼α37    | 16mp         | APS-C      | 2.6" 可翻转 (较低分辨率)       | 是         |          |
| 索尼α55    | 16mp         | APS-C      | 3英寸 可翻转折叠               | 是         | 2010-08  |
| 索尼α57    | 16mp         | APS-C      | 3英寸，92万点，可翻转折叠      | 是         | 2012-03  |
| 索尼α58    | 20mp         | APS-C      | 2.7英寸 可翻转 (较低分辨率)    | 是         | 2013-02  |
| 索尼α65    | 24mp         | APS-C      | 3英寸，92万点，可翻转折叠      | 是         | 2011-08  |
| 索尼α68    | 24mp         | APS-C      | 2.7英寸，46万点，3轴可翻转折叠 | 是         | 2016-11  |
| 索尼α77    | 24mp         | APS-C      | 3英寸，92万点，3轴可翻转折叠   | 是         | 2011-08  |
| 索尼α77 II | 24mp         | APS-C      | 3英寸 可翻转折叠               | 是         | 2014-05  |
| 索尼α99    | 24mp         | 全画幅     | 3" 可翻转折叠 (xtra fine)      | 无         | 2012-09  |
| 索尼α99 II | 42mp         | 全画幅     | 3英寸，112万点，3轴可翻转折叠  | 无         | 2016-09  |

全部使用Sony αA卡口，兼容Minolta AF镜头。

## 衍生转接环
此外，索尼为Sony NEX微单相机系统推出LA-EA2转接环，使用了Translucent Mirror Technology技术，可以让使用该接环的NEX微单相机以及VG和FS系列摄像机可以使用Minolta AF/Sony α卡口镜头，同时达到SLT的性能。
随着SONY　A7/A7r的发布，索尼也推出了适用于135全画幅的SLT转接环LA-EA4。